# New Wave of British Heavy Metal
 Denne artikel omhandler musikgenren. Opslagsordet har også en anden betydning, se NWOBHM (ep).
New Wave of British Heavy Metal (også forkortet NWOBHM eller N.W.O.B.H.M.) var en genre der opstod i Storbritannien i de sene 1970'erne som en reaktion imod punk rock og som en ny del af den traditionelle heavy metal. Den fik større popularitet i 1980'erne i både Europa og USA. Typiske instrumenter at bruge i denne genre er bas, guitar og trommer. Iron Maiden, Saxon og Diamond Head var blandt de førende bands indenfor New Wave of British Heavy Metal og har også haft stor indflydelse på kommende metalbands som Metallica og Megadeth.

## Baggrund
NWOBHM var i nogen grad en reaktion på den tilbagegang i popularitet, som de tidlige heavy metal bands Deep Purple, Led Zeppelin og Black Sabbath havde oplevet i slutningen af 1970'erne. NWOBHM-traditionen nedtonede blues-påvirkningen, indarbejdede elementer af punk, øgede tempoet og indarbejdede temposkift. NWOBHM kan således musikalsk karakteriseres som sange i et generelt hurtigt tempo, men med mange breaks, krydret med hurtige guitarsoloer og en melodisk, ofte næsten højstemt vokal. Teksterne er ofte inspireret af mytologi og historiske begivenheder, men sjældnere af satanisme 

## Udvikling
Skønt anmelderne ikke promoverede genren og salget af studieoptagelser var behersket, opnåede de førende bands stor popularitet som livebands, med Iron Maidens Live After Death fra 1985 som et af de bedste eksempler på dette. Efter et tilbageslag i 1990'erne, har genren fået ny popularitet, hvilket bl.a. viste sig under Iron Maiden's Somewhere Back In Time Tour – 2009, som især blev en stor succes i Sydamerika og samlede mere en en million deltagere til i alt 46 koncerter. 